# Contre-la-montre par équipes masculin aux championnats du monde de cyclisme sur route 2012
Navigation
2013
Le contre-la-montre par équipes de marques masculin aux championnats du monde de cyclisme sur route 2012 a eu lieu le 16 septembre 2012 dans la province de Limbourg aux Pays-Bas. C'est la première édition du championnat du monde du contre la montre par équipes de marques. En outre, il s'agit de la 27e épreuve de l'UCI World Tour 2012.

## Participation
La participation à cette épreuve est obligatoire pour les UCI ProTeams. Les équipes continentales professionnelles et les équipes continentales peuvent également y participer.
« Une invitation [est] envoyée aux équipes UCI suivantes :
- à la première équipe africaine de l'UCI Africa Tour du classement par équipes au 15 août.
- aux 5 premières équipes américaines de l'UCI America Tour du classement par équipes au 15 août.
- aux 5 premières équipes asiatiques de l'UCI Asia Tour du classement par équipes au 15 août.
- aux 20 premières équipes européennes de l'UCI Europe Tour du classement par équipes au 15 août.
- à la première équipe océanienne de l'UCI Oceania Tour du classement par équipes au 15 août. »

Chaque équipe est composée de six coureurs.
Trente-deux équipes prennent le départ de la course :
- les 18 UCI ProTeams
- onze équipes continentales et continentales professionnelles européennes : Saur-Sojasun, Acqua & Sapone, Itera-Katusha, Argos-Shimano, Cofidis, Adria Mobil, Rabobank Continental, Topsport Vlaanderen-Mercator, RusVelo, CCC Polsat Polkowice, Caja Rural
- deux équipes continentales et continentales professionnelles américaines : Optum-Kelly Benefit Strategies, Type 1-Sanofi
- une équipe continentale africaine : MTN Qhubeka

## Parcours
Le départ de la course est donné à Sittard et l'arrivée est à Fauquemont. Le parcours est long de 53,2 km et comprend trois côtes : le Lange Raarberg (nl) (km 20), le Bergseweg (nl) à Voerendaal (km 37) et le Cauberg (km 51). Le final avec l'arrivée en haut du Cauberg est celui de l'Amstel Gold Race

## Classement
| Classement                | Équipe | Temps          |
| ------------------------- | --- | -------------- |
| Médaille d'or, monde      | Omega Pharma-Quick Step Tom Boonen Sylvain Chavanel Tony Martin Niki Terpstra Kristof Vandewalle Peter Velits  | 1 h 3 min 17 s |
| Médaille d'argent, monde  | BMC Racing Alessandro Ballan Philippe Gilbert Taylor Phinney Marco Pinotti Manuel Quinziato Tejay van Garderen | + 3 s          |
| Médaille de bronze, monde | Orica-GreenEDGE Sam Bewley Luke Durbridge Sebastian Langeveld Cameron Meyer Jens Mouris Svein Tuft             | + 47 s         |
| 4                         | Liquigas-Cannondale                                                                                            | + 1 min 4 s    |
| 5                         | Rabobank | + 1 min 8 s    |
| 6                         | Movistar | + 1 min 18 s   |
| 7                         | Katusha | + 1 min 18 s   |
| 8                         | RadioShack-Nissan                                                                                              | + 1 min 21 s   |
| 9                         | Sky | + 1 min 32 s   |
| 10                        | Garmin-Sharp                                                                                                   | + 1 min 35 s   |
| 11                        | Astana | + 1 min 44 s   |
| 12                        | Vacansoleil-DCM                                                                                                | + 1 min 48 s   |
| 13                        | Saxo Bank-Tinkoff Bank                                                                                         | + 1 min 48 s   |
| 14                        | RusVelo | + 2 min 14 s   |
| 15                        | AG2R La Mondiale                                                                                               | + 2 min 26 s   |
| 16                        | Euskaltel-Euskadi                                                                                              | + 2 min 30 s   |
| 17                        | Lotto-Belisol                                                                                                  | + 2 min 32 s   |
| 18                        | Argos-Shimano                                                                                                  | + 3 min 01 s   |
| 19                        | Itera-Katusha                                                                                                  | + 3 min 09 s   |
| 20                        | Optum-Kelly Benefit Strategies                                                                                 | + 3 min 13 s   |
| 21                        | Cofidis | + 3 min 17 s   |
| 22                        | FDJ-BigMat | + 3 min 23 s   |
| 23                        | MTN Qhubeka | + 3 min 38 s   |
| 24                        | Acqua & Sapone                                                                                                 | + 3 min 54 s   |
| 25                        | Topsport Vlaanderen-Mercator                                                                                   | + 3 min 56 s   |
| 26                        | CCC Polsat Polkowice                                                                                           | + 3 min 58 s   |
| 27                        | Adria Mobil | + 4 min 10 s   |
| 28                        | Lampre-ISD | + 4 min 18 s   |
| 29                        | Caja Rural | + 4 min 32 s   |
| 30                        | Rabobank Continental                                                                                           | + 4 min 37 s   |
| 31                        | Type 1-Sanofi                                                                                                  | + 5 min 23 s   |
| 32                        | Saur-Sojasun                                                                                                   | + 5 min 24 s   |